# 德爾伍德 (明尼蘇達州)
德爾伍德（英語：Dellwood）是一個位於美國明尼蘇達州華盛頓縣的城市。

## 人口
根據2020年美國人口普查的數據，德爾伍德的面積為7.28平方千米，當中陸地面積為6.90平方千米，而水域面積為0.38平方千米。當地共有人口1171人，而人口密度為每平方千米161人。